# Église Saint-Maixent d'Empuré
L'église Saint-Maixent est une église catholique située à Empuré, en France.

## Localisation
L'église est située dans le département français de la Charente, sur la commune d'Empuré.

## Historique
L'édifice est classé au titre des monuments historiques en 1914.